# Sen o przyszłości (sång)
"Sen o przyszłości" är den andra singeln från den polska sångerskan Sylwia Grzeszczaks första solo-studioalbum med samma titel: Sen o przyszłości. Den släpptes den 30 augusti 2011 och toppade den polska singellistan precis som den första singeln "Małe rzeczy" hade gjort.

## Listplaceringar
| Lista (2011) | Topplacering |
| ------------ | ------------ |
| Polen        | 1            |